# Веслі Персон
Веслі Лейвон Персон (англ. Wesley Lavon Person, нар. 28 березня 1971, Брентлі, Алабама, США) — американський професіональний баскетболіст, що грав на позиції атакувального захисника за низку команд НБА. Гравець національної збірної США.

## Ігрова кар'єра
На університетському рівні грав за команду Оберн (1990–1994). 
1994 року був обраний у першому раунді драфту НБА під загальним 23-м номером командою «Фінікс Санз». Професійну кар'єру розпочав 1994 року виступами за тих же «Фінікс Санз», захищав кольори команди з Фінікса протягом наступних 3 сезонів. За підсумками дебютного сезону був включений до другої збірної новачків.
З 1997 по 2002 рік грав у складі «Клівленд Кавальєрс». У сезоні 1997-1998 був лідером ліги за кількістю триочкових влучань.
2002 року в обмін на Ніка Андерсона та Метта Барнса перейшов до «Мемфіс Ґріззліс», у складі якої провів наступний сезон своєї кар'єри.
Наступною командою в кар'єрі гравця була «Портленд Трейл-Блейзерс», за яку він відіграв один сезон.
9 лютого 2004 року разом з Рашидом Воллесом був обміняний до «Атланта Гокс» на Шаріфа Абдур-Рахіма, Дена Дікау та Тео Ретліффа.
11 серпня 2004 року перейшов до «Маямі Гіт», у складі якої провів наступний сезон своєї кар'єри.
Останньою ж командою в кар'єрі гравця стала «Денвер Наггетс», до складу якої він приєднався 2005 року і за яку відіграв лише частину сезону.

## Особисте життя
Має старшого брата, теж баскетболіста Чака Персона.
2012 року був арештований за домашнє насильство.

## Статистика виступів в НБА

### Регулярний сезон
| Сезон             | Команда                   | GP  | GS  | MPG  | FG%  | 3P%  | FT%   | RPG | APG | SPG | BPG | PPG  |
| ----------------- | ------------------------- | --- | --- | ---- | ---- | ---- | ----- | --- | --- | --- | --- | ---- |
| 1994–95           | «Фінікс Санз»             | 78  | 56  | 23.1 | .484 | .436 | .792  | 2.6 | 1.3 | .6  | .3  | 10.4 |
| 1995–96           | «Фінікс Санз»             | 82  | 47  | 31.8 | .445 | .374 | .771  | 3.9 | 1.7 | .7  | .3  | 12.7 |
| 1996–97           | «Фінікс Санз»             | 80  | 42  | 29.1 | .453 | .413 | .798  | 3.7 | 1.5 | 1.1 | .3  | 13.5 |
| 1997–98           | «Клівленд Кавальєрс»      | 82  | 82  | 39.0 | .460 | .430 | .776  | 4.4 | 2.3 | 1.6 | 0.6 | 14.7 |
| 1998–99           | «Клівленд Кавальєрс»      | 45  | 42  | 29.8 | .453 | .375 | .604  | 3.2 | 1.8 | .8  | .4  | 11.2 |
| 1999–00           | «Клівленд Кавальєрс»      | 79  | 38  | 26.0 | .428 | .424 | .792  | 3.4 | 1.8 | .5  | .2  | 9.2  |
| 2000–01           | «Клівленд Кавальєрс»      | 44  | 22  | 21.8 | .438 | .405 | .800  | 3.0 | 1.5 | .6  | .3  | 7.1  |
| 2001–02           | «Клівленд Кавальєрс»      | 78  | 78  | 35.8 | .495 | .444 | .798  | 3.8 | 2.2 | 1.0 | .5  | 15.1 |
| 2002–03           | «Мемфіс Ґріззліс»         | 66  | 44  | 29.4 | .456 | .433 | .814  | 2.9 | 1.7 | .6  | .3  | 11.0 |
| 2003–04           | «Мемфіс Ґріззліс»         | 16  | 0   | 17.8 | .308 | .256 | .750  | 1.1 | 1.4 | .3  | .1  | 5.2  |
| 2003–04           | «Портленд Трейл-Блейзерс» | 33  | 0   | 18.8 | .476 | .474 | .760  | 2.2 | 1.2 | .3  | .2  | 6.5  |
| 2003–04           | «Атланта Гокс»            | 9   | 0   | 14.7 | .333 | .421 | 1.000 | 2.8 | .6  | .3  | .1  | 4.4  |
| 2004–05           | «Маямі Гіт»               | 16  | 3   | 12.9 | .439 | .381 | 1.000 | 1.4 | .7  | .4  | .0  | 3.9  |
| 2004–05           | «Денвер Наггетс»          | 25  | 0   | 18.4 | .485 | .485 | .556  | 2.4 | 1.1 | .5  | .2  | 8.1  |
| Усього за кар'єру | Усього за кар'єру         | 733 | 454 | 28.3 | .457 | .418 | .778  | 3.3 | 1.7 | .8  | .3  | 11.2 |

### Плей-оф
| Сезон             | Команда              | GP | GS | MPG  | FG%  | 3P%  | FT%  | RPG | APG | SPG | BPG | PPG  |
| ----------------- | -------------------- | -- | -- | ---- | ---- | ---- | ---- | --- | --- | --- | --- | ---- |
| 1995              | «Фінікс Санз»        | 10 | 10 | 24.7 | .410 | .378 | .917 | 2.1 | 1.1 | .3  | .2  | 9.6  |
| 1996              | «Фінікс Санз»        | 4  | 4  | 45.8 | .393 | .310 | .800 | 5.8 | .8  | .8  | .3  | 14.3 |
| 1997              | «Фінікс Санз»        | 5  | 1  | 32.6 | .472 | .424 | .778 | 6.6 | 1.2 | .8  | .6  | 15.6 |
| 1998              | «Клівленд Кавальєрс» | 4  | 4  | 34.0 | .379 | .368 | .750 | 2.3 | 2.5 | .8  | .0  | 8.0  |
| 2005              | «Денвер Наггетс»     | 4  | 0  | 13.5 | .429 | .375 | .000 | .3  | .3  | .3  | .0  | 3.8  |
| Усього за кар'єру | Усього за кар'єру    | 27 | 19 | 29.0 | .417 | .373 | .821 | 3.2 | 1.1 | .5  | .2  | 10.3 |